# Guerrero
Guerrero [gerero] je jeden z 31 států Mexika. Guerrero sousedí se státem Michoacán na západě, státy México, Morelos a Puebla na severu, státem Oaxaca na východě a s Tichým oceánem na jihu. Rozloha státu je 63 595,9 km² a podle údajů z roku 2020 v něm žije 3 540 685 obyvatel.
Hlavním městem je Chilpancingo. Ostatní velká města jsou Acapulco, Iguala, a Taxco. Podnebí je na většině území tropické.
Guerrero je důležitou turistickou destinací. Turisté přijíždějí především kvůli přímořským letoviskům na pobřeží oceánu, jako je třeba Acapulco. Zajímavým cílem je však také Taxco, koloniální město známé těžbou stříbra a výrobou stříbrných šperků.